# Josiah Masters
Josiah Masters (* 22. November 1763 in Woodbury, Colony of Connecticut; † 30. Juni 1822 in Fairfield, Connecticut) war ein US-amerikanischer Jurist und Politiker. Zwischen 1805 und 1809 vertrat er den Bundesstaat New York im US-Repräsentantenhaus.

## Werdegang
Josiah Masters wurde in Woodbury geboren und wuchs während der britischen Kolonialzeit auf. 1783 graduierte er am Yale College. Er studierte Jura. Nach dem Erhalt seiner Zulassung als Anwalt begann er in Schaghticoke im Rensselaer County zu praktizieren. In den Jahren 1792, 1800 und 1801 saß er in der New York State Assembly. Er war 1796 Town Supervisor in Schaghticoke. 1801 wurde er Friedensrichter im Rensselaer County – eine Stellung, die er bis 1805 innehatte. Er war Trustee an der Lansingburgh Academy und School Commissioner in Schaghticoke.
Als Gegner einer zu starken Zentralregierung schloss er sich in jener Zeit der von Thomas Jefferson gegründeten Demokratisch-Republikanischen Partei an. Bei den Kongresswahlen des Jahres 1804 für den 9. Kongress wurde er im zehnten Wahlbezirk von New York in das US-Repräsentantenhaus in Washington, D.C. gewählt, wo er am 4. März 1805 die Nachfolge von George Tibbits antrat. Nach einer erfolgreichen Wiederwahl im Jahr 1806 schied er nach dem 3. März 1809 aus dem Kongress aus.
Nach seiner Kongresszeit gründete er die Schaghticoke Powder Co. Zwischen 1808 und 1822 war er Richter am Court of Common Pleas im Rensselaer County. Er verstarb am 30. Juni 1822 in Fairfield und wurde dann auf dem Masters Cemetery bei Schaghticoke beigesetzt.